# Leucothyreus sparsepilosus
Leucothyreus sparsepilosus är en skalbaggsart som beskrevs av Ohaus 1924. Leucothyreus sparsepilosus ingår i släktet Leucothyreus och familjen Rutelidae. Inga underarter finns listade i Catalogue of Life.